# Elsa Björkman-Goldschmidt
Elsa Andrea Elisabeth Björkman-Goldschmidt née le 16 avril 1888 à Linköping et morte à Stockholm le 6 avril 1982 est une artiste et écrivain suédoise active en Suède et en Autriche.
Après avoir fréquenté l'Académie des Beaux-Arts de Stockholm, elle a travaillé comme graveuse aquafortiste. En 1916, alors qu'elle assiste la Croix-Rouge en Russie, elle rencontre son futur mari, le chirurgien autrichien Waldemar Goldschmidt. Ils se marient à Vienne où elle participe activement au développement de l'organisation Save the Children et a commence à travailler comme correspondante pour la presse suédoise. En 1938, l'antisémitisme  grandissant contraint le couple à s'installer en Suède où elle publie plusieurs livres sur sa vie à Vienne,,.

## Biographie

### Jeunesse et formation
Née à Linköping le 16 avril 1888, Elsa Andrea Elisabeth Björkman-Goldschmidt est la fille d'un officier, Daniel Magnus Fredrik Björkman, et de sa femme, Maria née Heyman. De 1906 à 1908 elle suit des études pour devenir enseignante au sein du Séminaire Anna Sandström à Stockholm, l'année suivante elle voyage à l'étranger pour améliorer ses compétences linguistiques. Elle passe ensuite un an à l'Académie des beaux-arts, se consacrant à la gravure en taille douce, à la gravure sur bois et à la lithographie.
En 1910 elle part en Belgique ou elle passe une année supplémentaire à étudier les arts graphiques, effectuant des voyages d'études en Italie et en Allemagne . À cette même période elle présente son travail lors d'expositions en Suède et à l'étranger avec un certain succès.

### Voyage en Russie
En 1916, elle part en Russie avec son amie l'infirmière Elsa Brändström pour travailler comme infirmière non formée dans les camps de prisonniers de guerre sibériens. Elle retourne en Russie à plusieurs reprises au cours des années suivantes en tant que déléguée de la Croix-Rouge suédoise, faisant l'expérience de la Révolution russe. Elle y rencontre son futur mari, le chirurgien autrichien Waldemar Goldschmidt, travaillant alors dans un hôpital de Moscou.

### Les années Viennoises
Ils se marient à Vienne en 1921, ils s'y installent et s'impliquent dans diverses associations culturelles, dont la société littéraire Samfundet De Nio et l'association féminine Nya Idun. Elle participe également au développement de l'organisation Save the Children. C'est à cette époque qu'Elsa Björkman-Goldschmidt délaisse les arts graphiques pour se consacrer à l'écriture, contribuant aux chroniques du quotidien suédois Dagens Nyheter, et en rédigeant en 1932 la biographie de son amie Elsa Brändström, traduit en français sous le titre de Elsa Brändström : l'ange de Sibérie.
En 1938, après l'annexion de l'Autriche par les nazis, ils sont contraints, en tant que Juifs, de retourner en Suède.

### L'écrivaine
De retour en Suède Björkman-Goldschmidt fait le récits de ses années à Vienne dans une série de livres publiés à partir des années 1940 :  Det var i Wien (1944), Donaurapsodi (1945), Wien vaknar (1949) et Följ med till Wien (1959).
Björkman-Goldschmidt est une amie proche de la poétesse et artiste suédoise Harriet Löwenhjelm, à la mort de celle-ci Björkman est désigné comme légataire de son héritage littéraire et artistique. Björkman permettra la publication des poèmes et des lettres de Löwenhjelm et écrit la première biographie consacrée à Löwenhjelm.
Elsa Björkman-Goldschmidt meurt à Stockholm le 6 avril 1982.